# Diaphore
La diaphore est la répétition d'un mot dans un sens différent. On parle aussi d'antanaclase, à la différence près que la diaphore présente un jeu sémantique dont les termes renvoient au même domaine.

## Exemples
- « Le cœur a ses raisons que la raison ne connaît point. » (Pascal, Pensées)
- « On joue Racine au Racine. »[1]
- « Je ne vous jette pas la pierre, Pierre ! »